# Русино (деревня, Москва)
Русино — деревня в Троицком административном округе Москвы (до 1 июля 2012 года была в составе Подольского района Московской области). Входит в состав поселения Щаповское.

## Население
| 1859 | 1890 | 1899 | 1926 | 2002 | 2006 | 2010 |
| ---- | ---- | ---- | ---- | ---- | ---- | ---- |
| 84   | ↘59  | ↗61  | ↗70  | ↘32  | ↘27  | ↗40  |

Согласно Всероссийской переписи, в 2002 году в деревне проживало 32 человека (17 мужчин и 15 женщин). По данным на 2005 год в деревне проживало 27 человек.

## География
Деревня Русино расположена в восточной части Троицкого административного округа, рядом с Варшавским шоссе примерно в 48 км к юго-западу от центра города Москвы.
В 9 км северо-западнее деревни проходит Калужское шоссе А130, в 1 км к югу — Московское малое кольцо А107, в 13 км к востоку — Симферопольское шоссе М2, в 8 км к востоку — линия Курского направления Московской железной дороги.
Рядом с деревней протекает река Моча бассейна Пахры. Ближайшие населённые пункты — деревня Троицкое и посёлок дорожно-ремонтного пункта-3.

## История
Название деревни произошло от личного имени Русин.
В «Списке населённых мест» 1862 года Русинова — казённая деревня 1-го стана Подольского уезда Московской губернии по правую сторону Московско-Варшавского шоссе, из Подольска в Малоярославец, в 11 верстах от уездного города и 18 верстах от становой квартиры, при реке Моче, с 9 дворами и 84 жителями (31 мужчина, 53 женщины).
По данным на 1899 год — деревня Дубровицкой волости Подольского уезда с 61 жителем.
В 1913 году — 10 дворов.
По материалам Всесоюзной переписи населения 1926 года — деревня Троицкого сельсовета Дубровицкой волости Подольского уезда в 0,5 км от Варшавского шоссе и 8,5 км от станции Гривно Курской железной дороги, проживало 70 жителей (28 мужчин, 42 женщины), насчитывалось 12 крестьянских хозяйств.
1929—1963, 1965—2012 гг. — населённый пункт в составе Подольского района Московской области.
1963—1965 гг. — в составе Ленинского укрупнённого сельского района Московской области.
С 2012 г. — в составе города Москвы.